# 諾頓肖爾斯 (密歇根州)
諾頓肖爾斯（英語：Norton Shores）是一個位於美國密歇根州馬斯基根縣的城市。

## 人口
根據2020年美國人口普查的數據，諾頓肖爾斯的面積為63.78平方千米，當中陸地面積為60.20平方千米，而水域面積為3.58平方千米。當地共有人口25030人，而人口密度為每平方千米392人。